# 晋绥边区政府及军区机关旧址
晋绥边区政府及军区机关旧址，位于山西省吕梁市兴县蔡崖乡蔡家崖村，已列为山西省文物保护单位。

## 保护
2016年6月6日，晋绥边区政府及军区机关旧址由山西省人民政府公布为第五批山西省文物保护单位，编号5-152。